# Tinagma mongolicum
Tinagma mongolicum är en fjärilsart som beskrevs av Reinhardt Gaedike 1991. Tinagma mongolicum ingår i släktet Tinagma och familjen skäckmalar. Inga underarter finns listade i Catalogue of Life.